# Via Appia

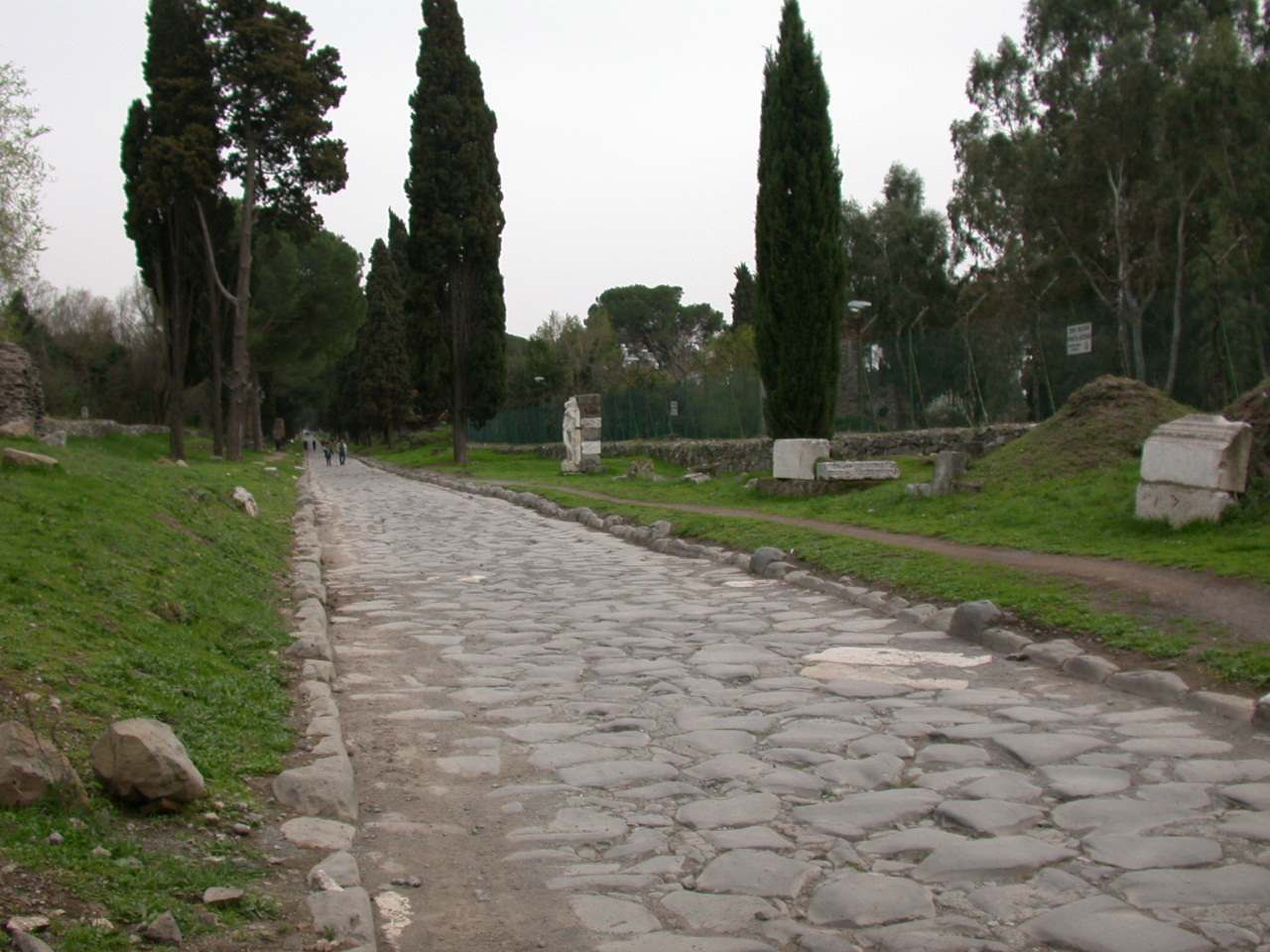
Via Appia Antica i Rom.

Via Appia ("Appiska vägen") var en väg i antikens Rom, idag benämnd Via Appia Antica för att skilja den från den moderna Via Appia Nuova, var den viktigaste tillfartsvägen till Rom söderifrån. 
Via Appia är uppkallad efter censorn Appius Claudius Caecus, som lät stenlägga den första etappen av vägen år 312 f.Kr. Vägen förband Rom med Syditalien och Sicilien, och användes också för trafiken till hamnarna på ostkusten, som säkrade förbindelserna med Grekland, Mindre Asien och Nordafrika.
Vägen gick mellan Rom via Capua till Brindisi, men många fler städer sammanlänkades.

## Monument och byggnader
- Getas gravmonument
- Priscillas mausoleum
- Domine Quo Vadis
- Sankt Calixtus katakomber
- Sankt Sebastians katakomber
- San Sebastiano fuori le Mura
- Maxentius villa
- Circus Maxentius
- Caecilia Metellas mausoleum
- San Nicola a Capo di Bove
- Annia Regillas mausoleum
- Villa dei Quintili
- Sankt Urbans mausoleum

## Bilder
| - Caecilia Metellas mausoleum. - Den dekonsekrerade kyrkan San Nicola a Capo di Bove. |

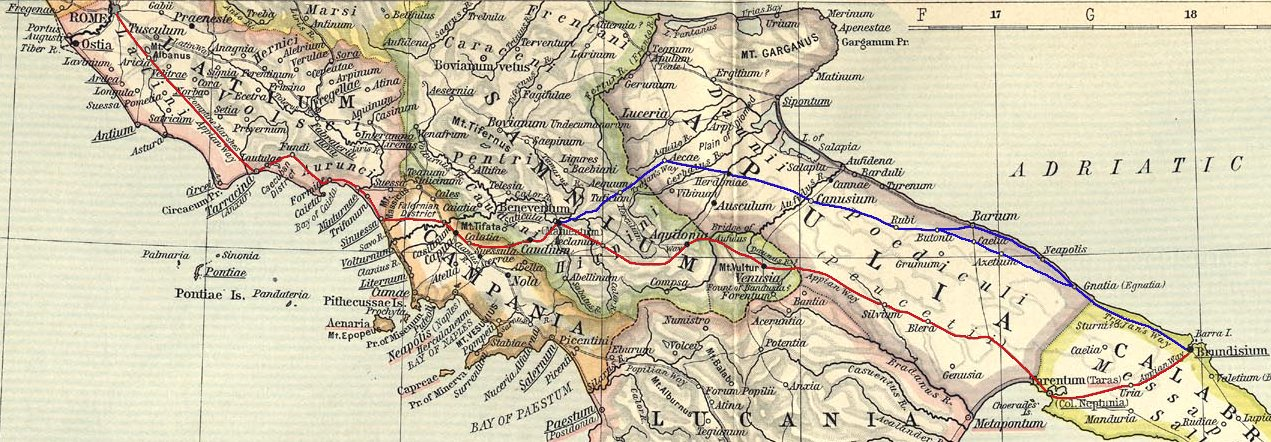
Karta över Via Appia.